# Saint-Médard-de-Guizières
Saint-Médard-de-Guizières är en kommun i departementet Gironde i regionen Nouvelle-Aquitaine i sydvästra Frankrike. Kommunen ligger i kantonen Coutras som tillhör arrondissementet Libourne. År 2022 hade Saint-Médard-de-Guizières 2 408 invånare.

## Befolkningsutveckling
Antalet invånare i kommunen Saint-Médard-de-Guizières
Referens:INSEE